# پرشور
latitudeپرشورlongitudeپرشورWebsiteپرشور
پرشور (به انگلیسی: Pershore) یک منطقهٔ مسکونی در انگلستان است که در میدلند غربی واقع شده‌است.

## خصوصیات
پرشور ۷٬۱۲۵ نفر جمعیت دارد.